# Tomaž Pandur

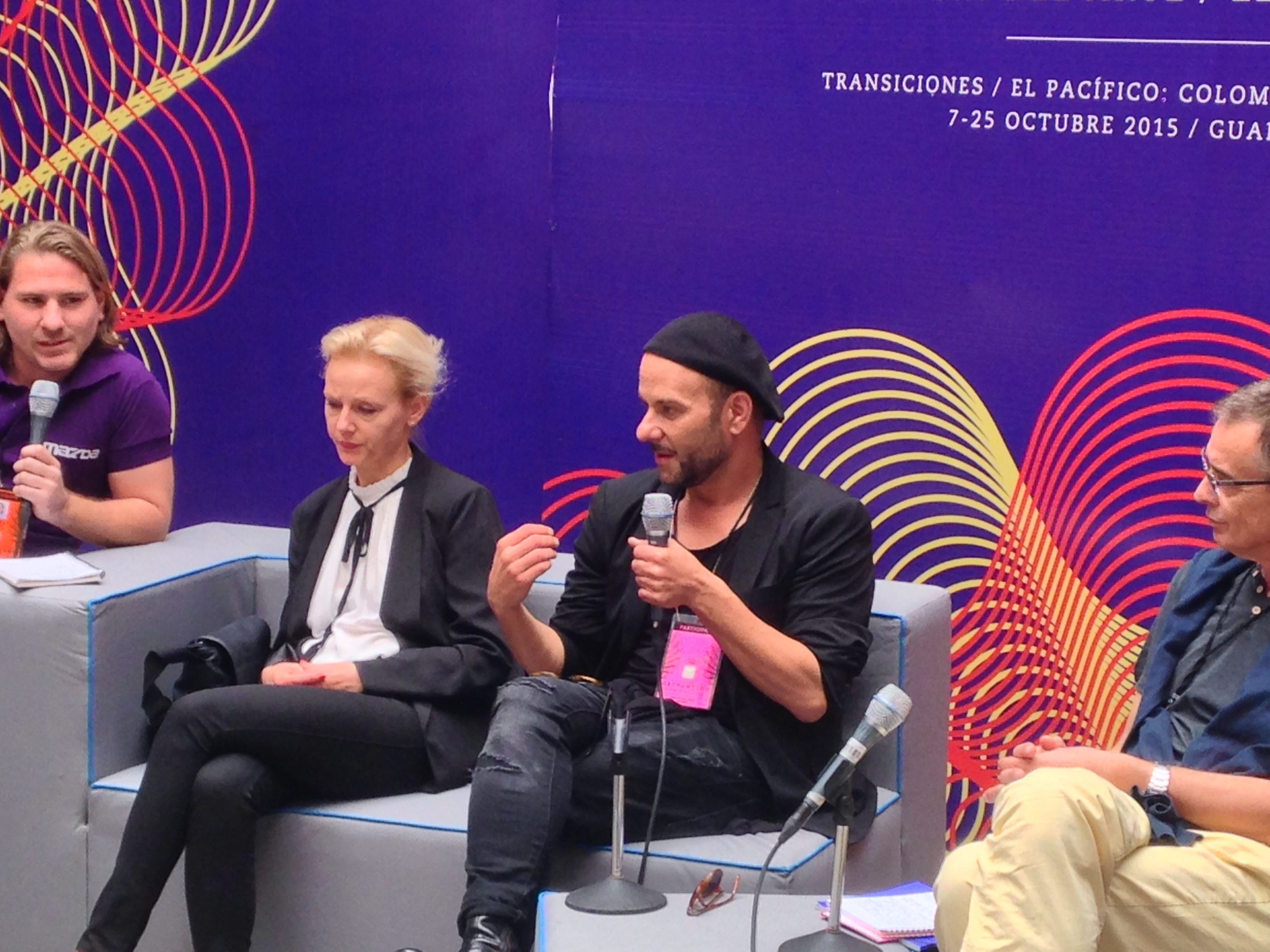

Tomaž Pandur (* 19. Februar 1963 in Maribor, Jugoslawien; † 12. April 2016 in Skopje, Mazedonien) war ein slowenischer Theaterregisseur.

## Leben
Das Enfant terrible der slowenischen Bühne gründete schon als Schüler seine eigene Theatergruppe. Er absolvierte ein Studium an der Akademie für Theater, Radio, Film und Fernsehen in Ljubljana. Bereits mit seiner ersten Inszenierung Scheherezade (1988), noch im Ost-West Theater Laibach, erregte er großes Aufsehen. Ab 1989 übernahm er die künstlerische Leitung des Staatstheaters in Maribor. Während dieser Zeit entstanden seine legendären Inszenierungen von Hamlet, Faust, Carmen, La Divina Commedia nach Dante und Die Russische Mission, die ihn zum führenden Regisseur des modernen slowenischen Theaters machten. Über den nationalen Ruhm hinaus begleiteten ihn auch mysteriöse finanzielle Unregelmäßigkeiten, die aber gerichtlich nie bewiesen werden konnten. Aufgrund der Gerüchte verließ er Slowenien und zog nach New York City, wo er die 1990er-Jahre über lebte. Dort begann er auch mit der Bühnenbearbeitung des Romans Das Chasarische Wörterbuch von Milorad Pavić, die er als serbisch-slowenische Koproduktion 2002 auf die Bühne brachte. Weitere Gastinszenierungen führten ihn ans Thalia Theater in Hamburg mit einer Neuinszenierung seiner Divina Commedia auf Deutsch, an die Berliner Staatsoper Unter den Linden sowie nach Spanien zum Festival de Mérida (Medea) und nach Bogotá (Caligula nach Camus).